# Саммс, Эдсон
Эдсон де Соуса Саммс Рекорд (исп. Edson De Sousa Samms Record; родился 12 мая 1997 года в Панама, Панама) — панамский футболист, полузащитник клуба «Сан-Франсиско».

## Клубная карьера
Саммс — воспитанник клуба «Сан-Франсиско». 1 ноября 2014 года в матче против «Атлетико Чирики» он дебютировал в чемпионате Панамы. 7 февраля 2015 года в поединке против «Индепендьенте» Эдсон забил свой первый гол за «Сан-Франсиско».

## Международная карьера
В 2011 году Саммс выступал за юношескую сборную Панамы на юношеском чемпионате мира в Мексике. На турнире он сыграл в матчах против команд Германии и Мексики.
В 2015 году Саммс был включён в заявку молодёжной сборной Панамы на участие в Молодёжном кубке КОНКАКАФ на Ямайке. На турнире он сыграл в матчах против команд Мексики, Арубы, США, Ямайки, Тринидада и Тобаго и Гватемалы. В поединках против ямайцев и арубцев Эдсон забил по мячу. По итогам соревнований он завоевал серебряную медаль.
Летом того же года Саммс принял участие в молодёжном чемпионате мира в Новой Зеландии. На турнире он сыграл в матчах против команд Аргентины, Австрии и Ганы

## Достижения
Международные
 Панама (до 20)
- Молодёжный кубок КОНКАКАФ — 2015